# Antoni Rutkowski (muzyk)

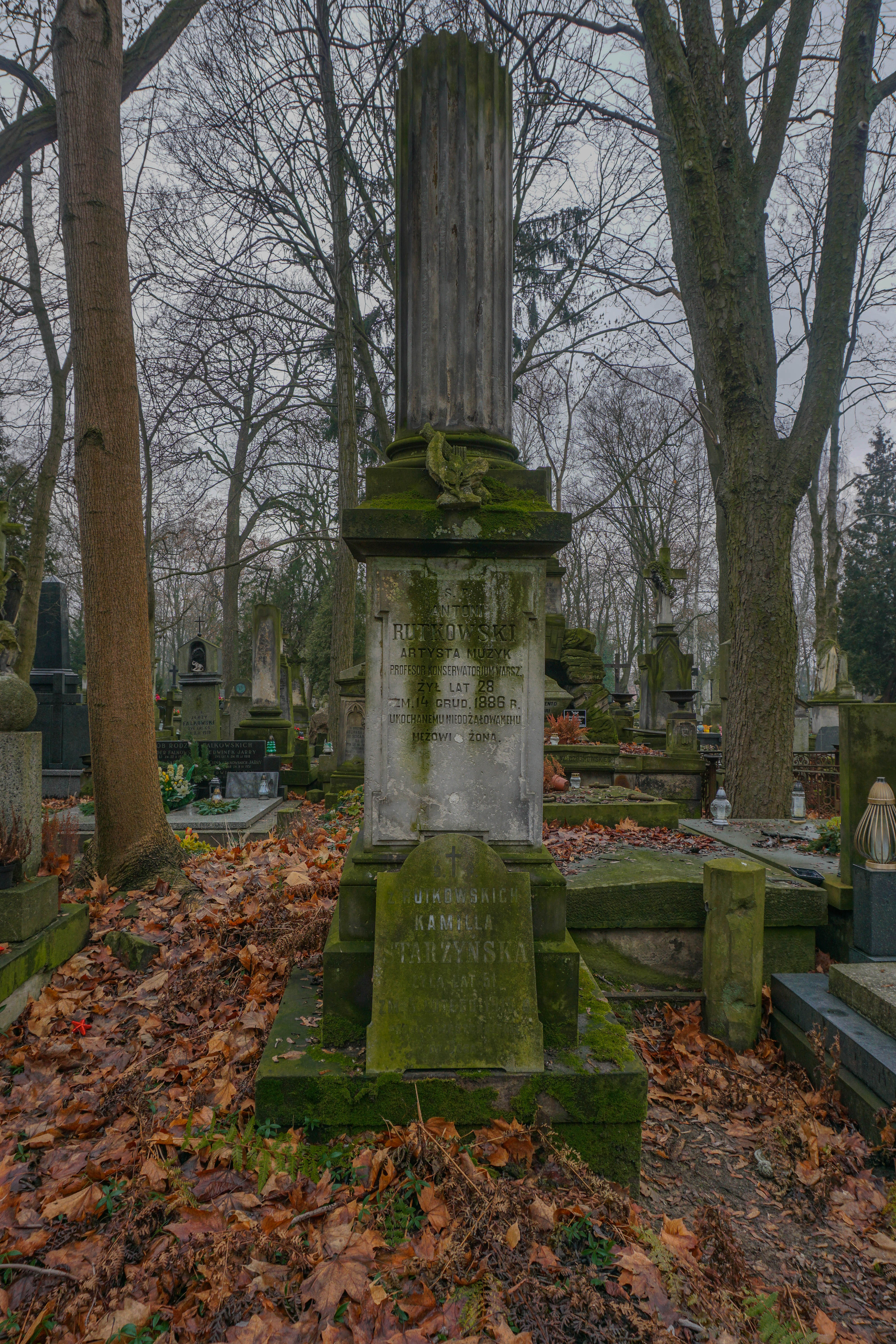
Grób Antoniego Rutkowskiego na cmentarzu Powązkowskim

Antoni Wincenty Rutkowski (ur. 21 stycznia 1859 w Warszawie, zm. 14 grudnia 1886 tamże)  – polski kompozytor, pianista i pedagog.

## Życiorys
Pochodził z wielodzietnej, ubogiej rodziny urzędnika pocztowego. Po ukończeniu niemieckiej, katolickiej szkoły elementarnej przy kościele św. Ducha w Warszawie, dzięki ufundowaniu ze społecznych składek rocznego stypendium, jesienią 1869 rozpoczął naukę w warszawskim Instytucie Muzycznym, w którym uzyskał dyplom w 1876. Studiował tam grę na fortepianie u Juliusza Janothy, harmonię u Stanisława Moniuszki (do 1872), kompozycję i instrumentację u Władysława Żeleńskiego (1872–1876) oraz grę na waltorni u Karola Wecka. W latach 1881–1883 kontynuował naukę kompozycji studiując prywatnie u Zygmunta Noskowskiego formy polifoniczne, sonaty i wariacje.
Tuż po dyplomie objął stanowisko nauczyciela fortepianu w klasie niższej, później też średniej Instytutu Muzycznego. Razem z Aleksandrem Różyckim przygotował i wydał w 1886 Szkołę techniki fortepianowej. Brał czynny udział w życiu muzycznym Warszawy, zwłaszcza w koncertach kameralnych Warszawskiego Towarzystwa Muzycznego (WTM), którego członkiem został 1877. Prasa warszawska i sprawozdania komitetu WTM odnotowały co najmniej 12 koncertów, na których kompozytor prezentował swoje utwory (np. Sonatę c-moll op. 5, prawykonanie 18 października 1882 z Zygmuntem  Noskowskim, realizującym partię skrzypiec), wykonywał też utwory innych kompozytorów lub występował jako akompaniator. Jako pianista zyskiwał pochlebne recenzje, zdobywał też nagrody na konkursach kompozytorskich WTM, np. za pieśń Letni wieczór (III nagroda, 1885) i za Wariacje na temat własny cis-moll (wyróżnienie, 1886).
Zmarł na gruźlicę w wieku 27 lat. Został pochowany na cmentarzu Powązkowskim (kwatera 40-3-8/9).

## Twórczość
W ciągu zaledwie 10 lat twórczego życia osiągnął bardzo wiele i był na najlepszej drodze do ukształtowania indywidualnego stylu, o czym świadczy m.in. Sonata skrzypcowa op. 5. czy Trio fortepianowe op. 13 . Wzorował się na muzyce klasycystycznej (np. na technice i formie wariacyjnej Beethovena), nawiązywał do melodycznych formuł Webera (I temat w Sonacie B-dur). Ulegał wpływom Schumanna, Moniuszki, Chopina.
Specyfikę jego muzyki fortepianowej stanowi znamienna dla stylu późnoromatycznego zagęszczona faktura, charakteryzująca się wielodźwiękową i dysonansową akordyką, aktywnością czynnika rytmicznego i bogactwem środków pianistycznych, a także polifonią. Trafnie łączył zmysł wirtuozowski i pewną wybujałość emocjonalną  (Wariacje na temat własny C-dur) z przemyślaną koncepcją formy (Wariacje na temat własny cis-moll) i wyrazistymi tematami. W miniaturach fortepianowych, zwłaszcza w Murmure de ruisseau i Chant du soir uzyskał kolorystykę zapowiadającą impresjonizm.